# Çay

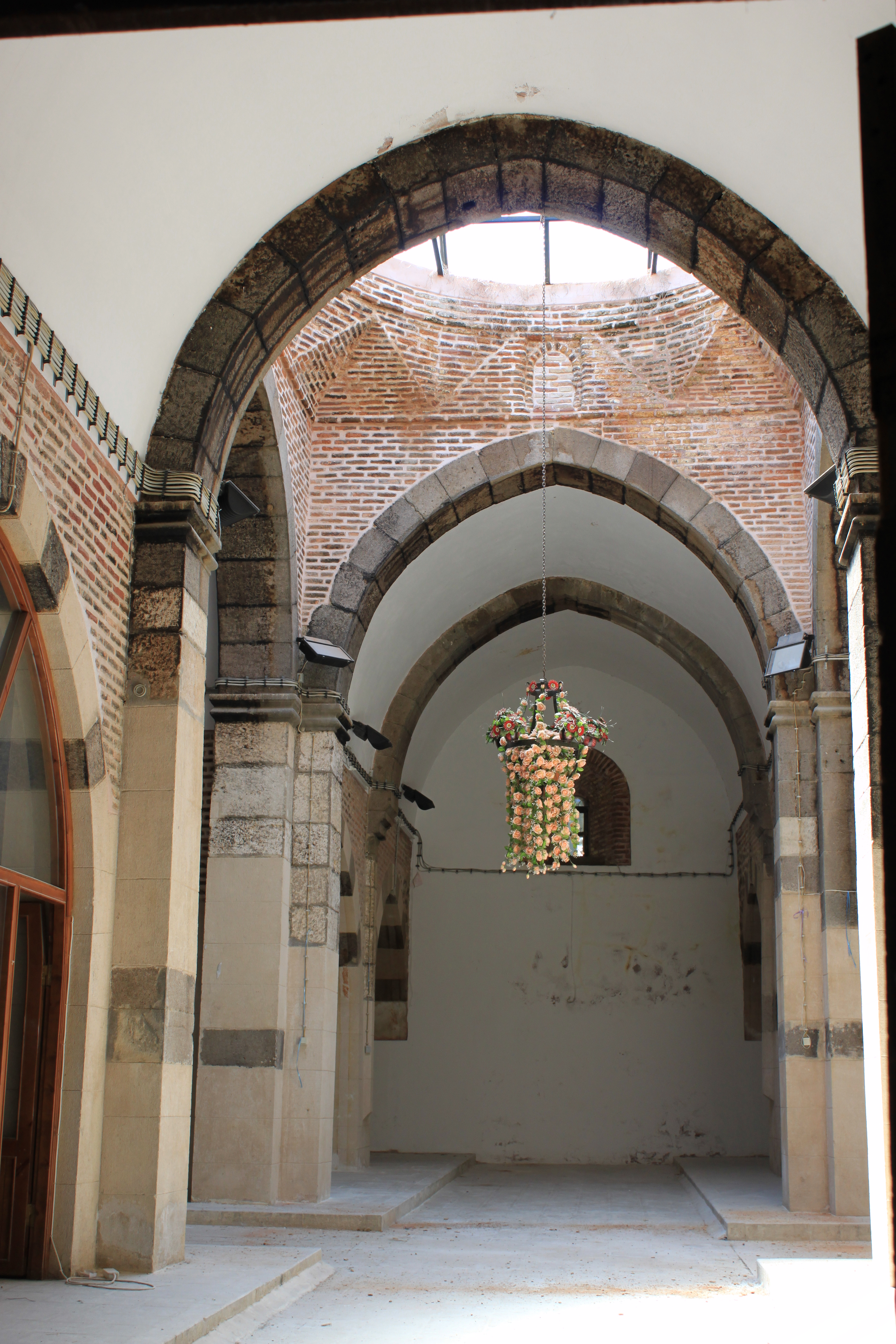
Çay; Seljuk Kervansaray; Interior. Construită în 1278 de generalul Ebûl Mucahit bin Yakup sub Sultan Kai Khosrau III.

Çay este un oraș din Turcia.